# Ибреси (станция)
Ибреси — станция Казанского региона Горьковской железной дороги на участке Рузаевка — Канаш Московско-Казанского исторического железнодорожного хода.

## История
Возникновение станции связано со строительством в конце XIX века железной дороги от Рязани до Казани: около деревни Ибреси было выбрано место для станции, запружено верховье Чёрной реки и построена для водоснабжения паровозов водонапорная башня (1893). В 1912 году со станции было отгружено более 1 млн пудов грузов только в сторону Москвы, в том числе зерно, лесоматериалы, клёпка. Для вывоза сельхозпродукции и лесоматериала местные купцы держали двухэтажные амбары и складские помещения, которые располагались вдоль железной дороги. На станции действовали мельницы, имелись гончарные мастерские, работавшие на местном сырье.